# Meranti Timur
Meranti Timur is een bestuurslaag in het regentschap Toba Samosir van de provincie Noord-Sumatra, Indonesië. Meranti Timur telt 2382 inwoners (volkstelling 2010).